# Халкодонт (сын Еврипила)
Халкодонт (др.-греч. Χαλκώδων, он же Халконт). У Гесиода именуется Халконтом, сын Еврипила. У Феокрита Халконт, сын Еврипила и Клитии, вызвал источник Бурина на Косе, ударив коленом о скалу, к нему возводили родословную аристократы Коса. Противник Геракла, когда тот попал на Кос. Ранил Геракла, но побежден им.